# Osiedle Sportowa (Żary)
Osiedle Sportowa – nazwa zwyczajowa na określenie obszaru domów jednorodzinnych w południowo-wschodniej części dzielnicy Zatorze miasta Żary. Teren tego osiedla to obszar skupiony wokół ulicy Sportowej, która jest główną ulicą dojazdową do osiedla. Od nazwy tej ulicy bierze się również jego nazwa potoczna. 
Jest to osiedle o zabudowie mieszkalnej jednorodzinnej wolnostojącej i szeregowej, zamieszkane w części przez zamożną część mieszkańców Żar, zwane niekiedy "sypialnią Żar". 
Osiedle od strony ulicy Sportowa sąsiaduje z terenem Stadionu Miejskiego SYRENA.
Osiedle to podzielone jest zwyczajowo na dwie części:
1. Osiedle Sportowa Duża – część obejmująca większy obszar osiedla ograniczony kwartałem ulic: Sportowa, Smoczyka, Śląska, Aleja Wojska Polakiego. W skład Osiedla Sportowa Duża wchodzą następujące ulice:
- Janusza Kusocińskiego,
- Heleny Marusarzówny,
- Bronisława Czecha,
- Plac Żwirki i Wigury,
- Tenisowa,
- Bronisława Malinowskiego,
- Leonida Teligi,
- Władysława Pytlasińskiego,
- Feliksa Stamma,
- Alfreda Smoczyka.

2. Osiedle Sportowa Mała – mniejszy obszar w skład którego zalicza się ulice:
- Sportowa,
- Spacerowa,
- Turystyczna,
- Rekreacyjna,
- Wypoczynkowa.